# Angeln (race bovine)
Pour l’article homonyme, voir Angeln.
L'Angeln rotvieh ou Angler (vache rouge d'Angeln) est une race bovine allemande. C'est une race rare originaire du Schleswig-Holstein classée dans la catégorie des races en danger extrême d'extinction pour sa variété ancienne.

## Origine

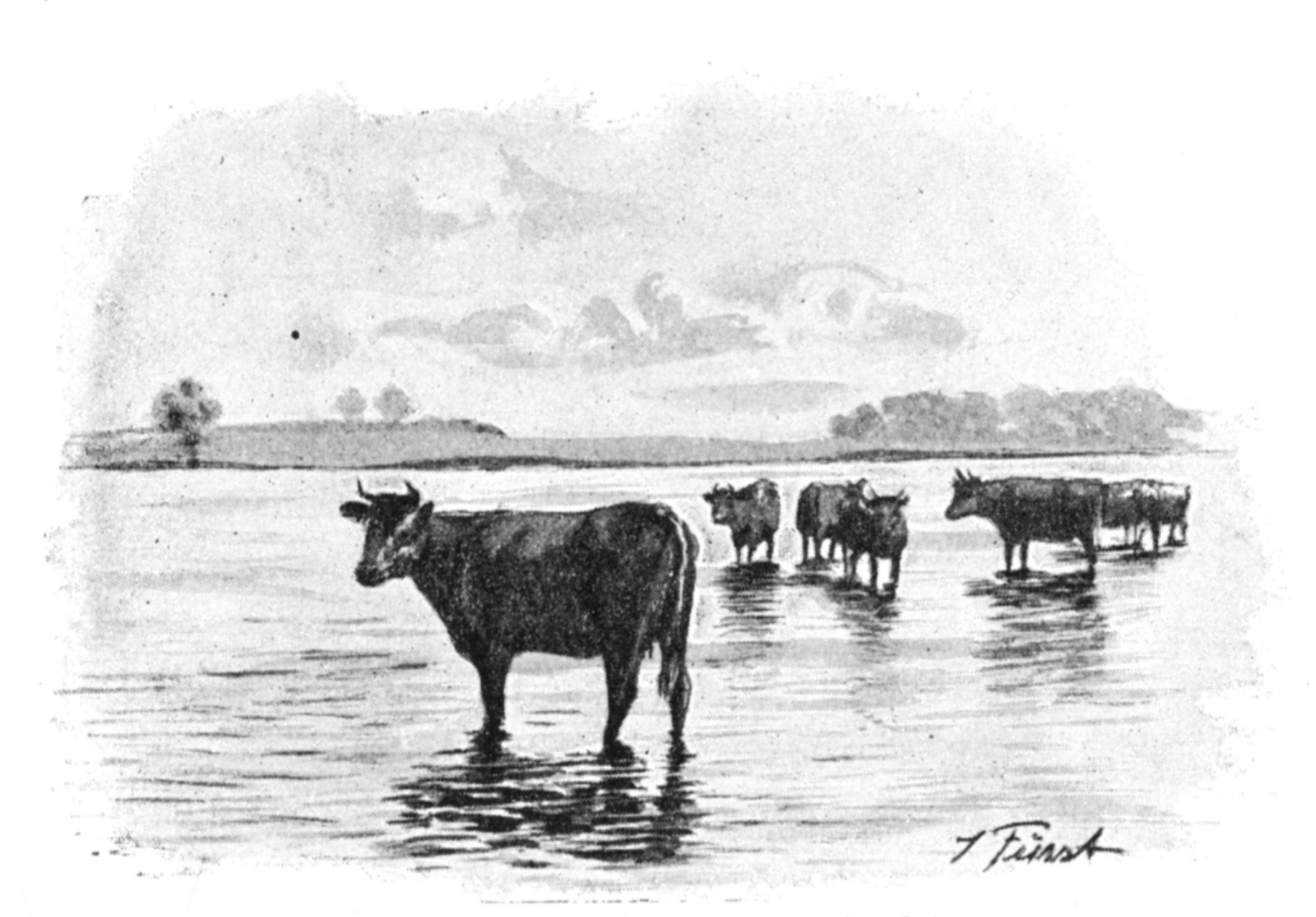
Vaches angeln en 1895.

Elle appartient au rameau de races rouge de la Baltique. Elle est autochtone du nord de l'Allemagne, sur la péninsule d'Angeln, dans le Schleswig-Holstein. Elle est mentionnée depuis le XVIIIe siècle et possède un livre généalogique depuis 1879. Elle a subi une influence génétique de sa proche cousine, la rouge danoise et de red holstein afin d'augmenter ses performances laitières. Une petite population d'angler a échappé à ce métissage et est élevée en autarcie. Il existe donc un type ancien et un type moderne. 
L'effectif actuel représente 14 500 femelles et moins d'une centaine de mâles.

## Morphologie
La vache porte une robe rouge acajou sombre, avec la tête et les pattes plus sombres encore, presque noires. Le taureau a 
le dos rouge sombre et le reste chocolat noir à noir. Les cornes sont courtes, en croissant vers l'avant. 
La vache mesure 125 à 135 cm au garrot pour un poids de 550 à 630 kg. Le taureau mesure 150 cm pour 1 100 kg.

## Qualités
C'est une race laitière efficace. Elle donne un lait riche apte à la production de fromages typés : 5 300 kg de lait par lactation avec 4,7 % de taux butyreux et 3,5 % de taux protéique. La valorisation bouchère reste intéressante pour les vaches de réforme et les veaux.
Sa variété moderne a été massivement exportée dans les années 1970 en URSS pour ses qualités laitières, en Ukraine, en Oudmourtie et les régions de Novgorod, Pskov, Léningrad, etc. 